# Хлоховец (окръг)
Окръг Хлоховец (на словашки: okres Hlohovec) е окръг в Търнавския край на Словакия. Център на окръга е едноименният Хлоховец. В окръга има 24 населени места, 2 от които – градове.

## Статистически данни
Национален състав:
- Словаци 98,3 %
- Цигани 0,6 %

Конфесионален състав:
- Католици 83,4 %
- Лютерани 4 %